# Amaury Morales
Amaury Morales Rosas (3 de diciembre de 2005, Ciudad de México, México) es un futbolista mexicano, juega como mediocampista y su equipo actual es el Cruz Azul de la Primera División de la liga Mexicana. 

## Estadísticas
Actualizado al último partido jugado el 7 de agosto de 2025.
| Club             | Div.          | Temporada     | Liga  | Liga  | Liga   | Copas nacionales | Copas nacionales | Copas nacionales | Copas internacionales | Copas internacionales | Copas internacionales | Total | Total | Total  |
| Club             | Div.          | Temporada     | Part. | Goles | Asist. | Part.            | Goles            | Asist.           | Part.                 | Goles                 | Asist.                | Part. | Goles | Asist. |
| ---------------- | ------------- | ------------- | ----- | ----- | ------ | ---------------- | ---------------- | ---------------- | --------------------- | --------------------- | --------------------- | ----- | ----- | ------ |
| Cruz Azul México | 1.ª           | 2023-24       | 8     | 0     | 0      | -                | -                | -                | -                     | -                     | -                     | 8     | 0     | 0      |
| Cruz Azul México | 1.ª           | 2024-25       | 25    | 2     | 3      | -                | -                | -                | 6                     | 0                     | 0                     | 31    | 2     | 3      |
| Cruz Azul México | 1.ª           | 2025-26       | 1     | 0     | 0      | -                | -                | -                | 1                     | 0                     | 1                     | 2     | 0     | 1      |
| Cruz Azul México | Total Club    | Total Club    | 34    | 2     | 3      | -                | -                | -                | 7                     | 0                     | 1                     | 41    | 2     | 4      |
| Total carrera    | Total carrera | Total carrera | 34    | 2     | 3      | 0                | 0                | 0                | 7                     | 0                     | 1                     | 41    | 2     | 4      |

## Palmarés

### Títulos internacionales
| Título                           | Equipo    | País   | Año  |
| -------------------------------- | --------- | ------ | ---- |
| Liga de Campeones de la Concacaf | Cruz Azul | México | 2025 |